# Ekeby (commune de Bjuv)
Ekeby est une localité suédoise dans la commune de Bjuv en Scanie.
Sa population était de 3337 habitants en 2019. 